# Aaron Mooy
Aaron Frank Mooy (Bản mẫu:Ne; /mɔɪ/ MOY; sinh ngày 15 tháng 9 năm 1990) là một cựu cầu thủ bóng đá chuyên nghiệp người Úc.

## Thống kê sự nghiệp

### Quốc tế
Tính đến ngày 3 tháng 12 năm 2022
| Đội tuyển quốc gia | Năm       | Trận | Bàn |
| ------------------ | --------- | ---- | --- |
| Úc                 | 2012      | 2    | 2   |
| Úc                 | 2013      | 1    | 1   |
| Úc                 | 2014      | 1    | 0   |
| Úc                 | 2015      | 7    | 1   |
| Úc                 | 2016      | 10   | 1   |
| Úc                 | 2017      | 10   | 0   |
| Úc                 | 2018      | 8    | 0   |
| Úc                 | 2019      | 4    | 1   |
| Úc                 | 2021      | 4    | 0   |
| Úc                 | 2022      | 10   | 1   |
| Tổng cộng          | Tổng cộng | 57   | 7   |

Tính đến ngày 1 tháng 2 năm 2022.
| # | Ngày                | Địa điểm                                                     | Số trận | Đối thủ           | Bàn thắng | Kết quả | Giải đấu                           |
| - | ------------------- | ------------------------------------------------------------ | ------- | ----------------- | --------- | ------- | ---------------------------------- |
| 1 | 7 tháng 12 năm 2012 | Sân vận động Hồng Kông, Tảo Can Bộ, Hồng Kông                | 1       | Guam              | 1–0       | 9–0     | Vòng loại EAFF East Asian Cup 2013 |
| 2 | 9 tháng 12 năm 2012 | Sân vận động Hồng Kông, Tảo Can Bộ, Hồng Kông                | 2       | Đài Bắc Trung Hoa | 6–0       | 8–0     | Vòng loại EAFF East Asian Cup 2013 |
| 3 | 28 tháng 7 năm 2013 | Sân vận động Olympic Seoul, Seoul, Hàn Quốc                  | 3       | Trung Quốc        | 1–1       | 3–4     | EAFF East Asian Cup 2013           |
| 4 | 3 tháng 9 năm 2015  | Perth Oval, Perth, Úc                                        | 7       | Bangladesh        | 5–0       | 5–0     | Vòng loại World Cup 2018           |
| 5 | 29 tháng 3 năm 2016 | Sân vận động bóng đá Sydney, Sydney, Úc                      | 13      | Jordan            | 2–0       | 5–1     | Vòng loại World Cup 2018           |
| 6 | 10 tháng 9 năm 2019 | Sân vận động Al Kuwait Sports Club, Thành phố Kuwait, Kuwait | 40      | Kuwait            | 3–0       | 3–0     | Vòng loại World Cup 2022           |
| 7 | 1 tháng 2 năm 2022  | Khu liên hợp thể thao Sultan Qaboos, Muscat, Oman            | 49      | Oman              | 2–1       | 2–2     | Vòng loại World Cup 2022           |